# Lábaro
El lábaro (en latín: labărum-i; en griego: λάβαρον, lábaron) era un estandarte que usaban los emperadores romanos. Se cree que los griegos emplearon ya un estandarte de una figura parecida al lábaro, el vexillum. El lábaro fue utilizado desde la época del Emperador Adriano. Sin embargo, cuando Constantino abandonó el paganismo, modificó el lábaro sustituyendo el Águila de Júpiter por el Crismón o monograma de Cristo.

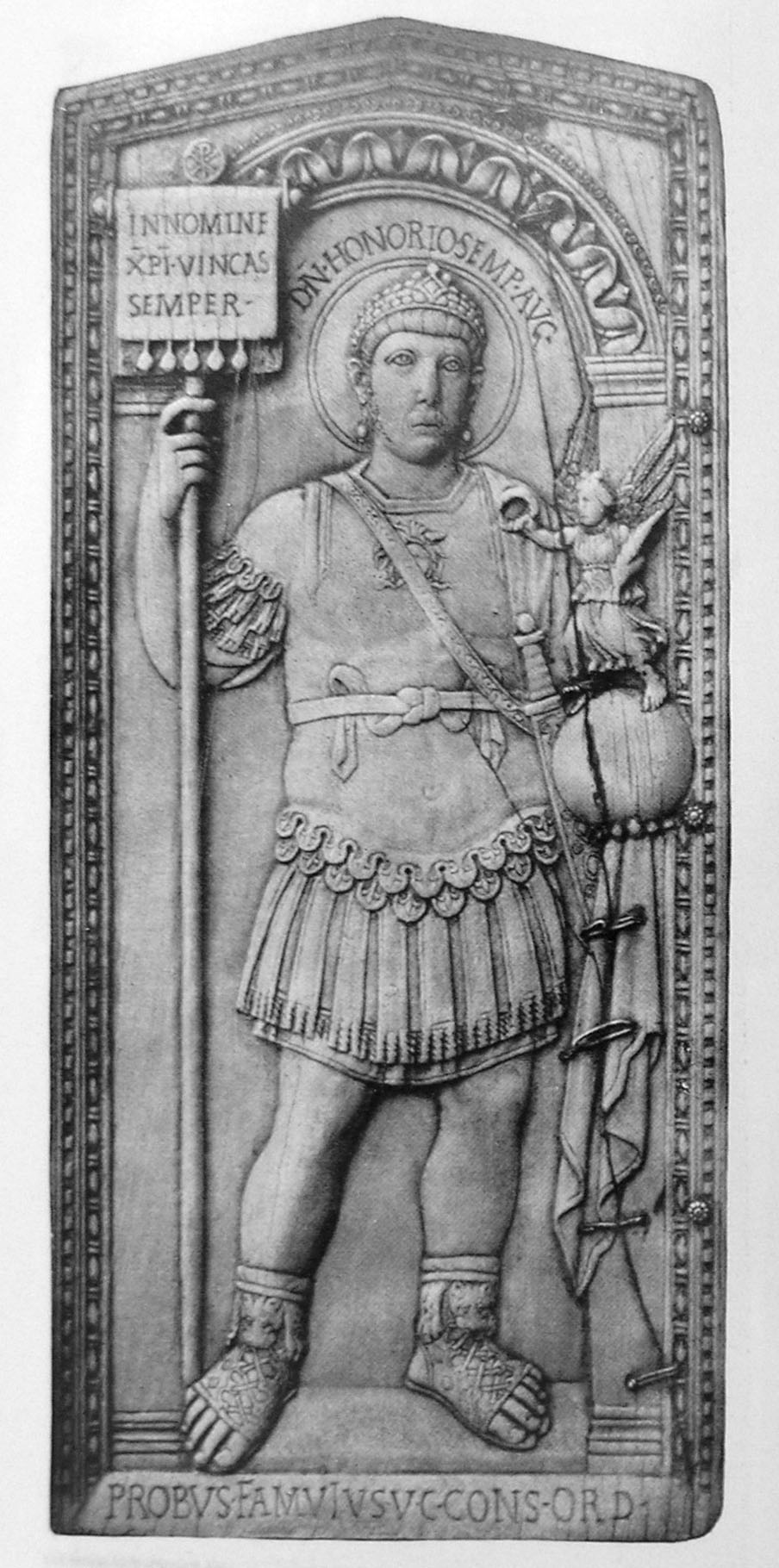
Lábaro en el díptico consular de Probo.

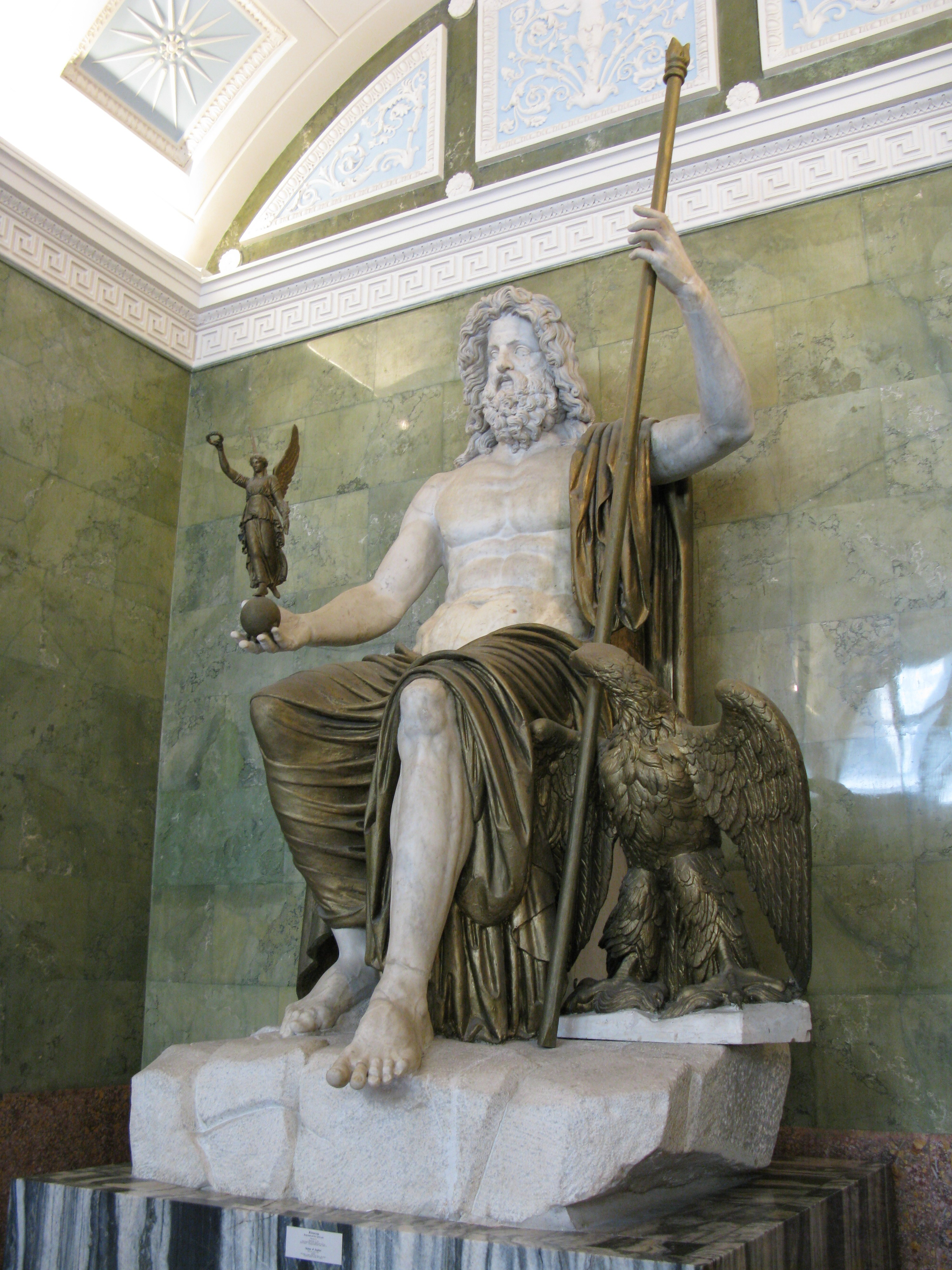
Estatua de Júpiter en la que aparece con algunos de sus atributos: el cetro, el orbe con la Victoria y el águila a sus pies.

 El lábaro en tiempos de Constantino constaba de una larga lanza o pica, cuyo astil era dorado, atravesado en el alto de una pala, formando una especie de cruz. En la parte superior que se elevaba sobre el travesaño había una corona brillante de oro y de piedras preciosas, en medio de la cual se veía el monograma de Cristo formado por las dos letras iniciales griegas X y P (Ji y Ro) de este nombre en griego (χριστóς), puesta esta última en medio de la primera. Al mismo tiempo solía haber en cada lado las dos letras alfa y omega, primera y última del alfabeto griego. Del travesaño colgaba un paño cuadrado de púrpura bordado de oro y adornado de piedras preciosas, en medio del cual había un águila bordada de oro, en lugar de la cual mandó Constantino poner el monograma de Cristo. En el intermedio que había entre la banderola y la corona, el Emperador hizo colocar su escudo de oro y los de sus hijos; pero esta última circunstancia no la hallamos en las medallas que tenemos de aquellos tiempos.

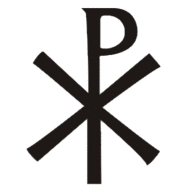
Crismón.

Para la guardia de este estandarte imperial eligió el Emperador 10 hombres, como dice Eusebio, la flor y nata de todas sus tropas, a quienes llamó præpositi labarorum, los cuales estaban encargados de llevarlo uno después de otro delante del Príncipe en la guerra y en todos aquellos actos en los que el Emperador se presentaba con toda la pompa imperial.
Algunos historiadores creen que Constantino mandó hacer otros estandartes a imitación de este, si bien que con menos magnificencia para servir de insignias militares a todas las legiones.
Eusebio y otros autores dicen que, yendo a combatir Constantino contra Majencio, se le apareció hacia el mediodía en el centro del Sol una cruz de luz con esta inscripción: HOC SIGNO VlNCES (con esta señal vencerás) y que entonces fue cuando ordenó poner en el lábaro la señal de la cruz con el monograma de Cristo.
Juliano apóstata restableció el lábaro a su forma original, poniendo en él el águila y las iniciales S. P. Q. R., disponiendo que en las otras insignias menores se pusieran las figuras de alguna divinidad del paganismo. Pero esta innovación no fue duradera, pues después de su muerte volvió a usarse el lábaro de Constantino.
El lábaro era portado por un oficial llamado labarífero, que correspondía a nuestros abanderados y también delante de las procesiones que hacían los primeros fieles, y a imitación de aquel se cree que se introdujo la costumbre de llevar los estandartes o pendones cuadrados que luego se usaron, llamados confalone por los italianos y ganfarons en catalán.
Aunque la etimología del término es discutida, se suele aceptar que proviene de laureum (laurel), aunque otros lo asocian al término céltico llafar (hablar).[cita requerida] Aunque el lábaro más utilizado era el crismón, también se empleaba otra versión en la que aparecía la frase «In Nomine Christi Vincas Semper» (Que venzas siempre en nombre de Cristo). Este tipo de lábaro puede observarse en el díptico consular del cónsul Probo, en el que aparece el emperador Flavio Honorio sosteniendo un lábaro.